# سان بيو ديلي كاميري
سان بيو ديلي كاميري (بالإيطالية: San Pio delle Camere)‏ هي بلدية في مقاطعة لاكويلا في إقليم أبروتسو الإيطالي.

## السكان
في سنة 1861 بلغ عدد السكان 1٬489 نسمة، وتطور العدد ليصل في سنة 2011 لـ 631 نسمة.
يظهر هذا المخطط البياني تطور النمو السكاني لـ سان بيو ديلي كاميري

## أعلام
- فرانكو ماريني